# Emydura tanybaraga
Espèce
Emydura tanybaraga est une espèce de tortue de la famille des Chelidae.

## Distribution
Cette espèce est endémique d'Australie. Elle se rencontre au Queensland et au Territoire du Nord.

## Publication originale
- Cann, 1997 : The Northern yellow-faced turtle, Emydura tanybaraga sp. nov. Monitor - Journal of the Victorian Herpetological Society, vol. 9, no 1, p. 24-29 & 34-35.